# Запад 2 (жилищен комплекс)
Запад 2 е жилищен комплекс, разположен в крайната западна част на град Търговище. На североизток от комплекса се намира жк Запад 1, а на изток Многопрофилната болница за активно лечение. Заедно със „Запад 1“ жилищния комплекс е сред най-населените места в града.
В комплекса се намират жилищните блокове с номера: 31,32,33,34,35,36,37,38,39,40,41,42,43,45,49,50,51,52,53,54,55,56,57,58,60. Намират се още: ПГИЧЕ „Митрополит Андрей“, IV ОУ „Иван Вазов“, 9 ЦДГ „Приказка“.